# Kulturna občutljivost
Kulturna občutljivost, imenovana tudi medkulturna občutljivost ali kulturna ozaveščenost, pomeni poznavanje, ozveščenost in sprejemanje drugih kultur ter kulturnih identitet drugih. Povezana je s kulturno kompetenco (spretnosti, potrebne za učinkovito komunikacijo z ljudmi drugih kultur, ki vključujejo tudi medkulturno kompetenco) in se včasih šteje za predhodnico doseganja kulturne kompetence, vendar je pogostejši izraz. Na ravni posameznika je kulturna občutljivost stanje duha v interakcijah s tistimi, ki se razlikujejo od nas. Kulturna občutljivost omogoča popotnikom, delavcem in drugim, da se uspešno znajdejo v interakciji s kulturo, ki ni njihova lastna. Kulturna raznolikost vključuje demografske dejavnike (kot so rasa, spol in starost) kot tudi vrednote in kulturne norme.
Kulturna občutljivost se zoperstavlja etnocentrizmu in vključuje medkulturno komunikacijo ter sorodne spretnosti. V večini držav prebivalstvo vključuje manjšinske skupnosti, med katerimi so avtohtona ljudstva, subkulture in migranti, ki k življenju pristopajo z drugačnega vidika in z drugačnim načinom razmišljanja kot prevladujoča kultura. Delovna mesta, izobraževalne ustanove, mediji in organizacije vseh vrst postajajo vse bolj pozorni na kulturno občutljivost do vseh interesnih skupin in prebivalstva na splošno. Kulturna občutljivost se vse pogosteje vključuje v usposabljanje na delovnih mestih in izobraževalne načrte. Usposabljanje je običajno namenjeno dominantni kulturi, v multikulturnih družbah pa se ga lahko udeležijo tudi migranti, da bi se poučili o drugih manjšinskih skupnostih. O konceptu se poučuje tudi izseljence, ki delajo v drugih državah, da bi se lahko vključili v tuje običaje in tradicije.